# 库尔特·奥佩尔特
库尔特·奥佩尔特（德語：Kurt Oppelt，1932年3月18日—2015年9月16日），奥地利男子花样滑冰运动员。他曾代表奥地利参加1952年和1956年冬季奥林匹克运动会花样滑冰比赛，其中1956年冬季奥运会获得一枚金牌。